# Luis Dubó
Luis Humberto Dubó Alfaro (Chuquicamata, Región de Antofagasta, 16 de enero de 1964) es un actor chileno.

## Carrera
Nació el 16 de enero de 1964 y egresó de la carrera de Actuación Teatral DRAN, dirigida por Jorge Loncón. Ha participado en diferentes obras de teatro junto a Luis Ureta, Compañía La Puerta, Horacio Videla, Compañía La Bendita Comparsa, Claudia Echeñique, Ramón Griffero, Compañía Fin de Siglo, Marcela Arroyave, Compañía Corre y Vuela, Arturo Rossel, Compañía Equilibrio Precario y Roberto Ancavil. En teatro algunas de las obras que ha dirigido son Sueño de una noche de verano (de W. Shakespeare); Decir sí (de Griselda Gambaro) y Flores amarillas. 
Sus inicios en el cine se remontan a 1998, cuando participa como actor en la película Coronación bajo la dirección de Silvio Caiozzi; y en televisión a 1995 en el capítulo "El Toro de Quilamuta" de la serie Mea Culpa de TVN.

## Filmografía

### Cine
| Año  | Título                                           | Papel             | Director               | Premios                               |
| ---- | ------------------------------------------------ | ----------------- | ---------------------- | ------------------------------------- |
| 2000 | Coronación                                       | René              | Silvio Caiozzi         |                                       |
| 2001 | La fiebre del loco                               | Jorge             | Andrés Wood            | Nominado – Altazor                    |
| 2001 | Negocio redondo                                  | El chico Mario    | Ricardo Carrasco       | Nominado – Altazor                    |
| 2002 | El abanderado                                    | Abanderado        | Miguel Littin          |                                       |
| 2002 | Te llamabas Roscier                              | Aníbal Maturana   | Arnaldo Valsecchi      |                                       |
| 2002 | Estación de invierno                             |                   | Pamela Espinoza        |                                       |
| 2002 | Paraíso B                                        | Esteban           | Nicolás Acuña          |                                       |
| 2003 | Cesante                                          | Predicador        | Ricardo Amunátegui     |                                       |
| 2004 | Machuca                                          | Ismael Machuca    | Andrés Wood            |                                       |
| 2004 | Mala leche                                       | Marmota           | León Errázuriz         |                                       |
| 2004 | Azul y blanco                                    | Ona               | Sebastián Araya        |                                       |
| 2004 | El último disparo del Negro Chávez               |                   | Juan Carlos Bustamante |                                       |
| 2005 | Límite                                           | Pancho            | Nicolás Jullian        |                                       |
| 2006 | Fuga                                             | Dubó              | Pablo Larraín          |                                       |
| 2006 | Adán y Eva                                       |                   | Gregory Cohen          |                                       |
| 2007 | Aguas milagrosas                                 | Camilo            | Mauricio Muñoz         |                                       |
| 2008 | Mansacue                                         | Juan Brito        | Marco Enríquez-Ominami |                                       |
| 2009 | La nana                                          | Eric              | Sebastián Silva        |                                       |
| 2009 | Dawson Isla 10                                   | Sargento Figueroa | Miguel Littin          | Ganador Altazor                       |
| 2009 | Desorejado                                       | Michimalonco      | Sebastián Alarcón      |                                       |
| 2009 | El baile de la Victoria                          | Rigoberto Marín   | Fernando Trueba        |                                       |
| 2009 | The Goatherd                                     | The Goatherd      | León Errázuriz         |                                       |
| 2011 | Mi último round                                  | Emiliano          | Julio Jorquera         |                                       |
| 2012 | El año del tigre                                 | Manuel            | Sebastián Lelio        | Ganador Festival Internacional UNASUR |
| 2012 | Sal                                              | Pascual           | Diego Rougier          |                                       |
| 2013 | Magic, Magic                                     | Bernardo          | Sebastián Silva        |                                       |
| 2013 | La pasión de Michelangelo                        | Facundo           | Esteban Larraín        |                                       |
| 2013 | Barrio universitario                             | Profesor Guajardo | Esteban Vidal          |                                       |
| 2013 | Il mondo fino in fondo                           | Borracho          | Alessandro Lunardelli  |                                       |
| 2014 | Huesos rotos                                     | Manuel González   | Ricardo Mahnke         |                                       |
| 2014 | Hijo de trauco                                   | Alejo             | Alan Fischer           |                                       |
| 2014 | Neruda                                           |                   | Manuel Basoalto        |                                       |
| 2015 | Tailón                                           |                   | Martín Tuta            |                                       |
| 2015 | Pelokëlan                                        | Óscar Leiva       |                        |                                       |
| 2015 | Alma                                             | Nino              | Diego Rougier          |                                       |
| 2016 | Neruda                                           | Comunista         | Pablo Larraín          |                                       |
| 2016 | Argentino ql                                     | Taxista           | Pato Pimienta          |                                       |
| 2016 | Y todo el cielo cupo en el ojo de la vaca muerta |                   | Francisca Alegría      |                                       |
| 2017 | Cabros de mierda                                 | Tito              | Gonzalo Justiniano     |                                       |
| 2017 | Los versos del olvido                            | Peluquero         | Alireza Khatami        |                                       |
| 2019 | La vida simplemente                              |                   | Guillermo Salinas      |                                       |
| 2020 | Pacto de fuga                                    | Hugo Salgado      | David Abdala           |                                       |
| 2020 | Dominio vigente                                  | Taxista           | Juan Mora              |                                       |
| 2021 | Un lugar llamado Dignidad                        | Pastor            | Matías Rojas           |                                       |
| 2022 | La vaca que cantó una canción hacia el futuro    | Víctor            | Francisca Alegría      |                                       |
| 2023 | Desconectados                                    | Cliente           | Diego Rougier          |                                       |
| 2023 | La contadora de películas                        |                   | Lone Scherfig          |                                       |

### Televisión

#### Telenovelas
| Teleseries | Teleseries       | Teleseries            | Teleseries |
| Año        | Teleserie        | Rol                   | Canal      |
| ---------- | ---------------- | --------------------- | ---------- |
| 1997       | Playa salvaje    | Erik                  | Canal 13   |
| 1999       | Fuera de control | Toribio               | Canal 13   |
| 2002       | Buen partido     | Wilson                | Canal 13   |
| 2003       | Puertas adentro  | Narciso Romero        | TVN        |
| 2004       | Hippie           | Juan Jara             | Canal 13   |
| 2004       | Xfea2            | El Ramazzotti         | Mega       |
| 2005       | Es cool          | Padre Ignacio Ovalle  | Mega       |
| 2005       | Mitú             | Mariano Román         | Mega       |
| 2006       | Porky te amo     | Luchito Mario         | Mega       |
| 2007       | Relatos de niños | Payaso                | CHV        |
| 2012       | Maldita          | Antonio "Tonino" Díaz | Mega       |

#### Series y unitarios
| Año       | Serie                             | Personajes          | Notas                             |
| --------- | --------------------------------- | ------------------- | --------------------------------- |
| 1993      | La patrulla del desierto          | Prisionero          | Episodio: Los peligros de Dolores |
| 1995-2006 | Mea Culpa                         | varios              | 4 episodios                       |
| 2002-2004 | La vida es una lotería            | varios              | 3 episodios                       |
| 2002      | El día menos pensado              | Ramón Luna          | Episodio: El tesoro               |
| 2004      | Justicia para todos               | Aylwin Chamorro     | Episodio: La ley de la cárcel     |
| 2004-2006 | Mea culpa                         | varios              | 3 episodios                       |
| 2005      | El cuento del tío                 | varios              | 2 episodios                       |
| 2005      | Heredia & Asociados               | Gastón              | Episodio: Morir en Cartagena      |
| 2005      | Los simuladores                   | Asaltante           | Episodio: Asalto express          |
| 2005      | Los Galindo                       | Miguel Galindo      | Protagonista                      |
| 2006      | Tiempo final                      | Cantinero           | Episodio: Cruce de rutas          |
| 2006      | La otra cara del espejo           | Alberto             | Episodio: La trampa               |
| 2006-2023 | Casado con hijos                  | Fito                | 3 episodios                       |
| 2007      | Héroes                            | Orozimbo Barbosa    | Episodio: Balmaceda               |
| 2009      | Mi bella genio                    | Filiberto           | Episodio: Made in Chimbarongo     |
| 2009      | Mundos paralelos                  | ¿?                  |                                   |
| 2010      | Volver a mí                       | Raúl                | 10 episodios                      |
| 2010      | Cartas de mujer                   |                     | Episodio: Carta de Leontina       |
| 2011      | Prófugos                          | Cacho Aguilera      | Reparto                           |
| 2011-2017 | 12 días que estremecieron a Chile | varios              | 2 episodios                       |
| 2012      | Infieles                          | Humberto            | Episodio: El refuerzo             |
| 2013      | Ecos del desierto                 | Marcelo Moren Brito | Reparto                           |
| 2015      | Sitiados                          | Cañupán             | Reparto                           |
| 2016      | Ramona                            | Víctor Lizana       | Reparto                           |
| 2016      | Vidas en riesgo                   |                     |                                   |
| 2017      | Lo que callamos las mujeres       | Antonio/Raúl        | 2 episodios                       |
| 2017      | Una historia necesaria            | Julio Vega          |                                   |
| 2019      | La vida simplemente               | Borrado Orellana    | Reparto                           |
| 2023      | El refugio                        | Eduardo Varas       | Reparto                           |

### Programas
- A la suerte de la olla (Canal 13, 2001) - Manuel Rebolledo.
- Siempre contigo (Canal 13,2003) - Varios personajes
- Teatro en Chilevisión (Chilevisión, 2007) - ¿?
- Teatro en Chilevisión (Chilevisión, 2009) - Don Hernán

### Videos musicales
| Año  | Título               | Artista           | Director        |
| ---- | -------------------- | ----------------- | --------------- |
| 2011 | "Reina Japonesa"     | Fernando Milagros | Luciano Rubio   |
| 2015 | "El Recibimiento"    | Coyote            | Gerardo Quezada |
| 2015 | "Latidos del Ñielol" | Coyote            | Gerardo Quezada |
| 2016 | "De Loco Medieval "  | Chinoy            | Diego Urzúa     |
| 2017 | "Desapercibido "     | Mendigo Solano    | Jorge Montana   |

## Premios
- Premios Altazor 2010: Mejor actor en cine (Dawson Isla 10)
- Festival Internacional UNASUR 2012: Mejor actor en cine (El año del tigre)[2]
- Pedro Sienna 2012: a la Mejor interpretación protagónica masculina (El año del tigre)[3]
- Premio FECILS a la Trayectoria Nacional (2018)

Nominaciones
- Premios Altazor 2002: Mejor actor en cine (La fiebre del loco)
- Premios Altazor 2003: Mejor actor en cine (Negocio redondo)